# NGC 37

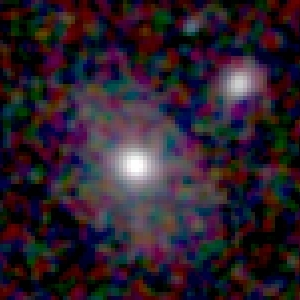
NGC 37 par 2MASS (proche-infrarouge)

NGC 37 est une vaste galaxie lenticulaire relativement éloignée et située dans la constellation du Phénix. NGC 37 a été découverte par l'astronome britannique John Herschel en 1836.

## Caractéristiques
Sa vitesse par rapport au fond diffus cosmologique est de 9 653 ± 27 km/s, ce qui correspond à une distance de Hubble de 142 ± 10 Mpc (∼463 millions d'al).